# Đảo Banggi
Đảo Banggi là một đảo Malaysia. Đảo này thuộc Sabah. Banggi đảo nằm trong Vùng Kudat của Sabah ở Malaysia. Với diện tích 440,7 km² nó là hòn đảo lớn nhất ở Malaysia sau đảo Betruit, đảo Langkawi và đảo Penang. Nó nằm ngoài khơi bờ biển phía bắc của Sabah, gần vịnh Marudu. Đỉnh cao nhất của đảo là một ngọn đồi với chiều cao 529 mét. Trong năm 2003 nó có một dân số ước tính 20.000 người. thành phố lớn nhất của Banggi là Limbuak.